# Eingemeindung
Unter Eingemeindung versteht man im deutschen Sprachgebrauch das Verschmelzen von zwei oder mehr Gemeinden, wobei meist eine der ursprünglichen Gemeinden größer als die anderen ist, während man bei gleich großen Gemeinden eher von Zusammenlegung spricht.
In Deutschland ist der Begriff auch ein Rechtsbegriff im Kommunalrecht für die Eingliederung von mindestens einer Gemeinde oder eines gemeindefreien Gebietes in eine bereits bestehende Gemeinde. Die aufnehmende Gemeinde bleibt dabei bestehen, die eingegliederte wird aufgelöst und verliert ihre Rechtsfähigkeit.
Der Gegensatz ist die Ausgemeindung, den Wechsel der Zugehörigkeit eines Gebietes von einer Gemeinde zu einer anderen nennt man Umgemeindung.

## Allgemeines
Eingemeindungen können das Ergebnis einer allgemeinen Gebietsreform sein oder auf einem – nur für diese Eingemeindung geltenden – spezifischen Gesetz beruhen. Eine weitere Möglichkeit der Gebietsreform stellt neben der Eingemeindung die Gemeindefusion dar. Eine Gemeindefusion ist der Zusammenschluss mindestens zweier benachbarter Gemeinden zu einer neuen, so dass die beteiligten Gemeinden ihre Existenz als Einzelgemeinden aufgeben und sich zu einer neuen Gemeinde zusammenschließen, die sämtliche öffentlichen Aufgaben der bisherigen Gemeinden übernimmt. Daher finden Gebietsreformen statt durch Entzug eines ganzen oder teilweisen Gemeindegebiets, etwa durch Zusammenschluss (Gemeindefusion) oder Eingemeindung und gleichzeitige Vergrößerung eines vorhandenen anderen Gemeindegebiets. Stets ist mit einer Gebietsreform eine kommunale Neugliederung verbunden.
Der Sprachgebrauch der Neugliederung bezeichnet mit Gemeindefusion den Zusammenschluss etwa gleich großer, nahe zusammenliegender Gemeinden, wobei die neue Gebietskörperschaft häufig einen Doppelnamen (zusammengesetzt aus Namen der fusionierenden Gemeinden) oder einen neuen Namen erhält. Gemeindefusionen gibt es als Zusammenschluss zu einer neuen Gemeinde oder als Eingemeindung in Form der Aufnahme einer Gemeinde in eine andere Gemeinde. Umfassende Gebietsreformen gehen stets von einer Landesregierung aus, während Eingemeindungen auf freiwilliger Grundlage auch zwischen den beteiligten Gemeinden stattfinden können.

## Rechtsfragen
Die Eingemeindung ist kein kommunalrechtlicher Begriff. Vielmehr ist in § 16 HessGemO vorgesehen, dass aus Gründen des öffentlichen Wohls Gemeindegrenzen geändert, Gemeinden aufgelöst oder neu gebildet werden können. Dabei sind die beteiligten Gemeinden und Landkreise vorher zu hören. Werden durch die Änderung von Gemeindegrenzen die Grenzen von Landkreisen berührt, so bewirkt die Änderung der Gemeindegrenzen auch die Änderung der Kreisgrenzen. Gemeindegrenzen können freiwillig durch Vereinbarung der beteiligten Gemeinden mit Genehmigung der zuständigen Aufsichtsbehörde geändert werden. Die Vereinbarung muss von den Gemeindevertretungen der beteiligten Gemeinden mit der Mehrheit der gesetzlichen Zahl der Gemeindevertreter beschlossen werden. Nach § 16 Abs. 4 HessGemO können Gemeindegrenzen gegen den Willen der beteiligten Gemeinden nur durch Gesetz geändert werden. Das gilt auch für die Neubildung einer Gemeinde aus Teilen einer oder mehrerer Gemeinden. Durch Eingemeindung wird das Ortsrecht der aufnehmenden Gemeinde ausgedehnt und das der beseitigten Gemeinde aufgehoben.

## Arten
Entweder gibt es die Eingemeindung durch Einigung der beteiligten Gemeinden mit einem nachfolgenden Ausspruch der Landesregierung über die Änderung der Gemeindegrenzen oder bei fehlender Einigung die Eingemeindung durch Erlass eines Gesetzes (§ 17 Abs. 2 HessGemO). Die erste Form stellt sich als öffentlich-rechtlicher Vertrag der beteiligten Gemeinden und der Ausspruch der Regierung als die staatliche Genehmigung dieses Vertrages unter dem Gesichtspunkt überörtlichen öffentlichen Wohles dar. Eine solche Genehmigung oder Bestätigung von Verträgen ist als Regelung eines Einzelfalles ein Verwaltungsakt.
Bei einer Eingemeindung gibt eine Gemeinde ihre rechtliche Eigenständigkeit auf. Die – meistens kleinere – Gemeinde {\displaystyle B} verliert ihre Selbständigkeit:
{\displaystyle A+B=A}.
Die echte Gemeindefusion lässt dagegen aus zwei (oder mehr) bislang selbständigen Gemeinden eine neue Gemeinde entstehen, die einen neuen Gemeindenamen {\displaystyle C} erhält:
{\displaystyle A+B=C}.
Formal wird auch die Mischform unterschieden, bei der die neu erschaffene Gemeinde den gleichen Namen trägt wie eine der aufgelösten Gemeinden:
{\displaystyle A+B=A'}.

## Eingemeindungspolitik

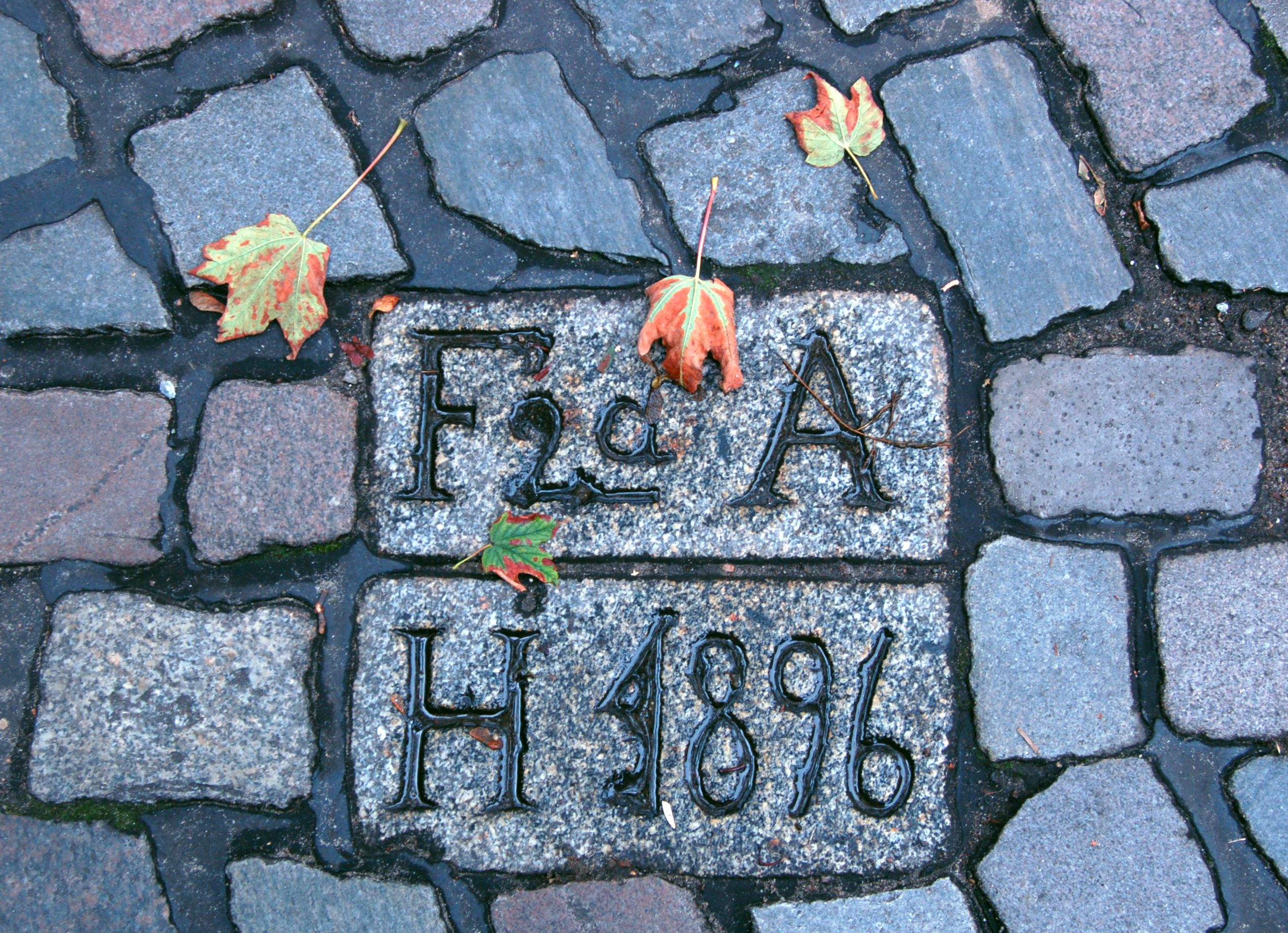
Alter Grenzstein zwischen den einst getrennten Großstädten Altona und Hamburg von 1896, der heute noch in der Brigittenstraße, seit 1938 im Hamburger Stadtteil St. Pauli, besteht.

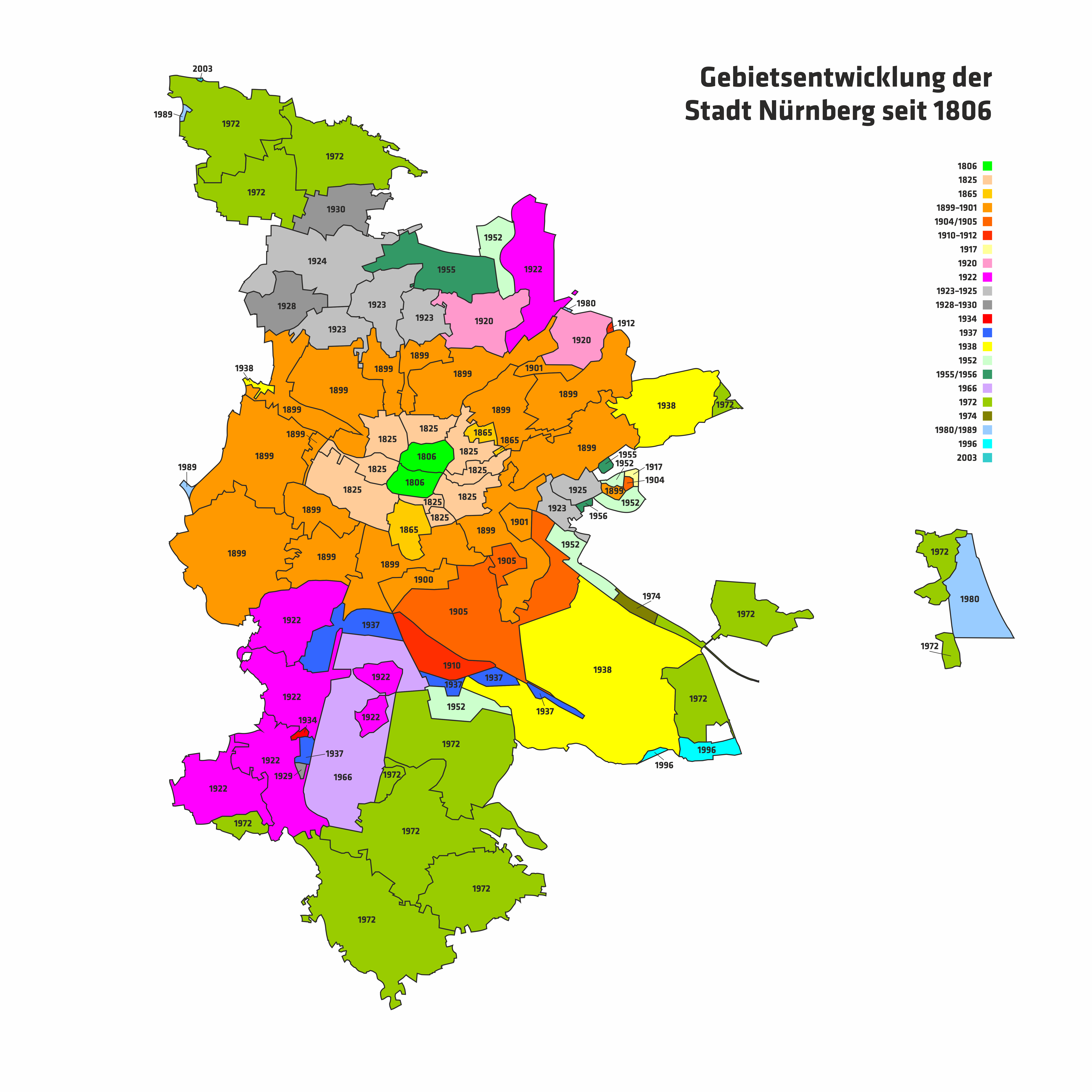
Eingemeindungen der Stadt Nürnberg seit 1806

Eine Eingemeindung liegt vor, wenn Stadt durch flächenmäßige Ausdehnung Vororte, die eigenständige Gemeinderechte haben, räumlich berührt und mit diesen zusammengeschlossen wird. Im Verlauf der Urbanisierung des 19. Jahrhunderts entstanden Stadtränder keineswegs stets durch Stadterweiterungen im Sinne einer räumlichen Ausdehnung, sondern auch durch Eingemeindungen von Vorstädten oder Dörfern.
Häufig konnten erst durch Eingemeindungen größere Städte entstehen bzw. die Stadtplanung entsprechend regionalübergreifend gestaltet werden wie etwa durch den Hobrecht-Plan in Berlin ab 1862. Die Eingemeindungspolitik des Deutschen Reiches nach 1935 zielte darauf ab, Eingliederungen in größere Gemeinden mit über 25.000 Einwohnern ab 1935 generell nur hinsichtlich derjenigen Gemeinden mit geringerer Einwohnerzahl durchzuführen, die schon einen urbanen Charakter trugen und mit der benachbarten, sie aufnehmenden größeren Stadt städtebaulich, wirtschaftlich und verkehrsmäßig so eng verflochten waren, dass sie zusammen mit dieser einen einheitlichen Ballungsraum bildeten. Nach der Machtergreifung durch die Nationalsozialisten erfolgten auch politisch motivierte Zwangseingemeindungen, wie z. B. Eibingen im Rheingau in Rüdesheim am Rhein.
Im Zuge der Gemeindereformen seit Ende der 1960er Jahre wurde die Zahl der Gemeinden in Westdeutschland durch Zusammenschlüsse und Eingemeindungen von 24.282 (1968) auf 8.513 (2004) verringert. Auch diese Zusammenschlüsse erfolgten nicht immer nach dem Prinzip der Freiwilligkeit und sorgten für Unmut in der Bevölkerung der ehemaligen Gemeinden. Beispiel hierfür ist die durch das Köln-Gesetz vom Januar 1975 geschaffene Voraussetzung zur Eingemeindung von Porz, Rodenkirchen, Lövenich, Widdersdorf, Esch und Pesch nach Köln, durch die sich die Stadtfläche um 44 % und 43 km² vergrößerte, während sich die Einwohnerzahl um 20 % auf 996.000 erhöhte und Köln somit zur Millionenstadt avancierte.
In Ostdeutschland fanden in den 1990er und 2000er Jahren umfangreiche Gemeindegebietsreformen statt. Neben dem bezweckten Wegfall kleinster Verwaltungseinheiten wurde dieses Mittel auch bei überschuldeten Kommunen wie z. B. der Gemeinde Kittlitz (Januar 2003) oder der Stadt Siebenlehn (September 2003) in Sachsen angewandt.
In Österreich wurden Eingemeindungen während des 19. und 20. Jahrhunderts laufend durchgeführt. So wurden in Wien die ehemaligen Vororte eingemeindet, die noch kleiner waren als die heutigen Wiener Gemeindebezirke. Aber auch bei anderen Städten war das der Fall. Bei den Gemeindereformen wurden meist mehrere kleinere Katastralgemeinden zu einer Großgemeinde zusammengeschlossen. Aufgrund des ausufernden Wachstums (vor allem durch Einkaufszentren und Gewerbeflächen) von „Speckgürtelgemeinden“ rund um die Großstädte (Prominente Beispiele: Wals bei Salzburg, Rum bei Innsbruck, Pasching bei Linz, Seiersberg bei Graz, Vösendorf bei Wien) und des damit verbundenen Kaufkraftabflusses entstehen massive infrastrukturelle und wirtschaftliche Probleme für die Regionen. Raumordnungsexperten in Österreich fordern seit langem neue Gemeindegebietsreformen, stoßen aber bei den Politikern weitgehend auf taube Ohren, da das Raumordnungsmittel „Eingemeindung“ oft als negativ verstanden wird.
In der Deutschschweiz konnten die Städte St. Gallen, Winterthur, Bern, Biel und Thun durch Eingemeindung ihre Entwicklungsprobleme lösen; im Falle von Zürich erfolgte die Eingemeindung 1934 aufgrund städtebaulicher Schwierigkeiten.
In Belgien erfolgte im Jahr 1977 eine annähernd flächendeckende Neugliederung der belgischen Gemeinden, um leistungsfähige Verwaltungsstrukturen zu schaffen. Die Gesamtzahl der Gemeinden verringerte sich durch diese Gemeindegebietsreform von 2359 auf 596. Im deutschen Sprachgebiet wurden die zuvor 25 Gemeinden zu neun Großgemeinden zusammengeschlossen. Büllingen zum Beispiel umfasst nach der Neugliederung mit seinen 27 Ortsteilen eine Fläche von über 150 km² (größer als Bonn).

## Abgrenzung
Die Gebietsreform legt großflächig und gleichzeitig die Grenzen einer Vielzahl von Gemeinden, Kreisen usw. neu fest. Eine Gemeindefusion ist dagegen der Zusammenschluss mindestens zweier benachbarter Gemeinden zu einer neuen, wobei die neue Gemeinde sämtliche öffentlichen Aufgaben der bisherigen Gemeinden übernimmt und die bisherigen Gemeinden ihre rechtliche Existenz aufgeben. Die Eingemeindung entzieht lediglich der aufgelösten Nachbargemeinde ihr Ortsrecht, die aufnehmende Gemeinde wird ihr Rechtsnachfolger.

## Auswirkungen
Eingemeindungen können sich vor allem auf Wohn- und Geschäftssitz, Wahlkreise, Schulen, Gemeindesteuern oder Sparkassen auswirken. Allen gemeinsam ist ihre Abhängigkeit von einem Gemeindegebiet, so dass eine Änderung eines Gemeindegebiets automatisch auch eine Veränderung dieser geografisch orientierten Rechtsinstitute zur Folge hat. So führten beispielsweise Gebietsänderungen aufgrund der Gebietsreform in Nordrhein-Westfalen zu erheblichen Übertragungen von Sparkassenzweigstellen. Durch die Gebietsreform in Nordrhein-Westfalen vom Januar 1975 verlor die Kreissparkasse Köln (KSK) 26 Zweigstellen an die Stadtsparkasse Köln; dieses „Köln-Gesetz“ brachte die Auflösung der ehemaligen Landkreise Köln und Bergheim mit sich, die im Erftkreis aufgingen. Die Übertragung der nunmehr außerhalb des Gewährträgergebiets liegenden Zweigstellen der KSK wurde zum 30. Juni 1983 durch die Sparkassenaufsicht angeordnet. Der Oberbergische Kreis wurde im Januar 1985 Mitglied des Sparkassenzweckverbandes, wodurch die Kreissparkasse Waldbröl in der KSK Köln aufging; im Dezember 1988 erhielt die KSK Köln acht Zweigstellen der Kreissparkasse Euskirchen.
Die beitretende Gemeinde fungiert nach einer Eingemeindung (und nach Neugründungen) in der Regel als satzungsgemäß festgelegter Orts- oder Stadtteil, der in der Regel den Namen der ursprünglichen Gemeinde führt. Diese Orts- oder Stadtteile erhalten teilweise eine politische Vertretung, den Ortsrat, Ortsbeirat oder Stadtbezirksrat. Je nach Größe der Orts- oder Stadtteile können mehrere ehemalige Gemeinden zu einer Ortschaft oder zu einem Stadtbezirk zusammengefasst werden. 
Daneben müssen auch Straßennamen häufig umbenannt werden, damit ein Straßenname nicht mehrmals in einer Gemeinde vorkommt.